# بروطيا دفلية الأوراق
بروطيا دفلية الأوراق (الاسم العلمي: Protea neriifolia) هو نوع من النباتات يتبع جنس البروطيا من الفصيلة البروطية.